# فرناندو ريفاس
فرناندو ريفاس (بالإنجليزية: Fernando Rivas)‏ هو ملحن وعازف بيانو كوبي وأمريكي، ولد في 1952.

## وصلات خارجية
- فرناندو ريفاس على موقع IMDb (الإنجليزية)